# 堂·德里罗
唐·德里罗（英語：Don DeLillo，1936年11月20日—），美国散文家，小说家，剧作家，短篇小说作者。他的作品覆盖了诸如电视，核战争，体育，语言的复杂性，行为艺术，冷战，数学，数字时代，全球恐怖主义等极为广泛的主题。
1985年，德里罗已经是部分人极力推崇的作家，当《白噪音》出版后，他获得了广泛认可，并获得了美国国家图书奖的小说奖。之后，他于 1988 年出版了一部关于约翰·肯尼迪遇刺事件的小说《天秤座》。德利罗凭借《毛二世》（关于恐怖主义和媒体对作家私生活的审查）获得国际笔会/福克纳奖，并凭借《地下世界》获得威廉-迪恩-豪厄尔斯奖章，这部历史小说的时间跨度从冷战开始到互联网诞生。他曾获 1999 年耶路撒冷奖、2010 年笔会/索尔-贝娄美国小说成就奖和 2013 年美国国会图书馆美国小说奖。
他毕业于福坦莫大学，现居纽约郊区。
2010年他获得了筆會/索尔·贝娄成就奖（美国小说）。他的知名作品包括：《白噪音》（White Noise)、《天秤座》（Libra）、《毛二世》（Mao II）、《地下世界》（Underworld）、《大都市》（Cosmopolis）。